# Colonia Vicente Agüero
Colonia Vicente Agüero é uma comuna da província de Córdoba, na Argentina.